# KCNRG
KCNRG (англ. Potassium channel regulator) – білок, який кодується однойменним геном, розташованим у людей на короткому плечі 13-ї хромосоми. Довжина поліпептидного ланцюга білка становить 272 амінокислот, а молекулярна маса — 31 048.
| 10         |  | 20         |  | 30         |  | 40         |  | 50         |
| ---------- |  | ---------- |  | ---------- |  | ---------- |  | ---------- |
| MSSQELVTLN |  | VGGKIFTTRF |  | STIKQFPASR |  | LARMLDGRDQ |  | EFKMVGGQIF |
| VDRDGDLFSF |  | ILDFLRTHQL |  | LLPTEFSDYL |  | RLQREALFYE |  | LRSLVDLLNP |
| YLLQPRPALV |  | EVHFLSRNTQ |  | AFFRVFGSCS |  | KTIEMLTGRI |  | TVFTEQPSAP |
| TWNGNFFPPQ |  | MTLLPLPPQR |  | PSYHDLVFQC |  | GSDSTTDNQT |  | GVRYVSIKPD |
| NRKLANGTNV |  | LGLLIDTLLK |  | EGFHLVSTRT |  | VSSEDKTECY |  | SFERIKSPEV |
| LITNETPKPE |  | TIIIPEQSQI |  | KK         |  |            |  |            |

A: Аланін

C: Цистеїн

D: Аспарагінова кислота

E: Глутамінова кислота

F: Фенілаланін

G: Гліцин

H: Гістидин

I: Ізолейцин

K: Лізин

L: Лейцин

M: Метіонін

N: Аспарагін

P: Пролін

Q: Глутамін

R: Аргінін

S: Серин

T: Треонін

V: Валін

W: Триптофан

Задіяний у такому біологічному процесі, як альтернативний сплайсинг. 
Локалізований у ендоплазматичному ретикулумі.